# Józef Żymankowski
Józef Żymankowski (ur. 4 maja 1946 w Będkowicach) – polski polityk, poseł na Sejm PRL VIII i IX kadencji.

## Życiorys
W 1963 ukończył Zasadniczą Szkołę Górniczą w Sosnowcu i został robotnikiem w Kopalni Węgla Kamiennego „Sosnowiec”, w której potem pracował jako nadgórnik. W 1964 wstąpił do Polskiej Zjednoczonej Partii Robotniczej. Działał także w Patriotycznym Ruchu Odrodzenia Narodowego, Ochotniczej Rezerwie Milicji Obywatelskiej i Towarzystwie Przyjaźni Polsko-Radzieckiej. W 1980 uzyskał mandat posła na Sejm PRL VIII kadencji w okręgu Sosnowiec z ramienia PZPR. Był członkiem Komisji Górnictwa, Energetyki i Chemii, Komisji Rolnictwa i Przemysłu Spożywczego, Komisji Spraw Zagranicznych oraz Komisji Górnictwa, Energetyki i Wykorzystania Zasobów Naturalnych. W 1985 uzyskał reelekcję. W Sejmie IX kadencji zasiadał w Komisji Obrony Narodowej oraz w Komisji Spraw Zagranicznych.